# Rotsgraszanger
De rotsgraszanger (Cisticola subruficapilla) is een zangvogel uit de familie Cisticolidae.

## Verspreiding en leefgebied
Deze soort komt voor in zuidwestelijk Afrika en telt zes ondersoorten:
- C. s. newtoni: zuidwestelijk Angola en noordwestelijk Namibië.
- C. s. windhoekensis: centraal Namibië.
- C. s. karasensis: zuidelijk Namibië noordwestelijk Zuid-Afrika.
- C. s. namaqua: westelijke Karoo-gebied (westelijk Zuid-Afrika en zuidelijk Namibië).
- C. s. subruficapilla: zuidwestelijk tot zuidelijk Zuid-Afrika.
- C. s. jamesi: het zuidelijk-centraal Zuid-Afrika.

## Status
De grootte van de populatie is niet gekwantificeerd maar de soort wordt omschreven als algemeen tot zeer talrijk Op de Rode lijst van de IUCN heeft deze soort de status niet bedreigd.